# Четобаша
Четобаша (тур. Çetebaşi ) (алб. Gjeto Bashа ) је био титуларни назив за вођу чете, хајдука и герилаца у српском језику и код језика осталих јужних словена.

## Етимологија
Етимологија речи четобаша се изводи из турског и српског језика, самим тим се класификује као турцизам и турски суфикс  у српском језику. Означава четовођу, изводећи се из две речи :
- Чета - војна јединица од 50 до 500 војника [4]
- Баша — глава, поглавар (првобитно тур. başa: поглавар, касније тур. paşa)